# Сергієнко Сергій Анатолійович
Сергій Анатолійович Сергієнко (* 1975) — доцент, кандидат технічних наук.
Лауреат Державної премії України в галузі освіти (2018).

## Життєпис
1997 року закінчив Кременчуцький філіал Харківського політехнічного університету, за спеціальністю «електропривод та автоматизація промислових установок та технологічних комплексів».
Там же й лишився працювати. 2004 року захищає кандидатську дисертацію: «Підвищення якісних показників систем підпорядкованого регулювання електроприводів на основі модифікованого принципу симетрії».
З 2005 року працює доцентом кафедри систем автоматичного управління та електроприводу.
Починаючи 2006 роком працює проректором з науково-педагогічної роботи та новітніх технологій в освіті Кременчуцького національного університету.
Основними напрямками його наукової діяльності є:
- визначення ресурсу працездатності електромеханічного обладнання,
- дослідження систем динамічного навантаження з моделюванням параметрів технологічного навантаження,
- розробка систем керування високоточними електроприводами.

## Джерело
- Системи автоматичного управління

| українська персоналія | Це незавершена стаття про особу, що має стосунок до України. Ви можете допомогти проєкту, виправивши або дописавши її. |